# Power Macintosh 8100

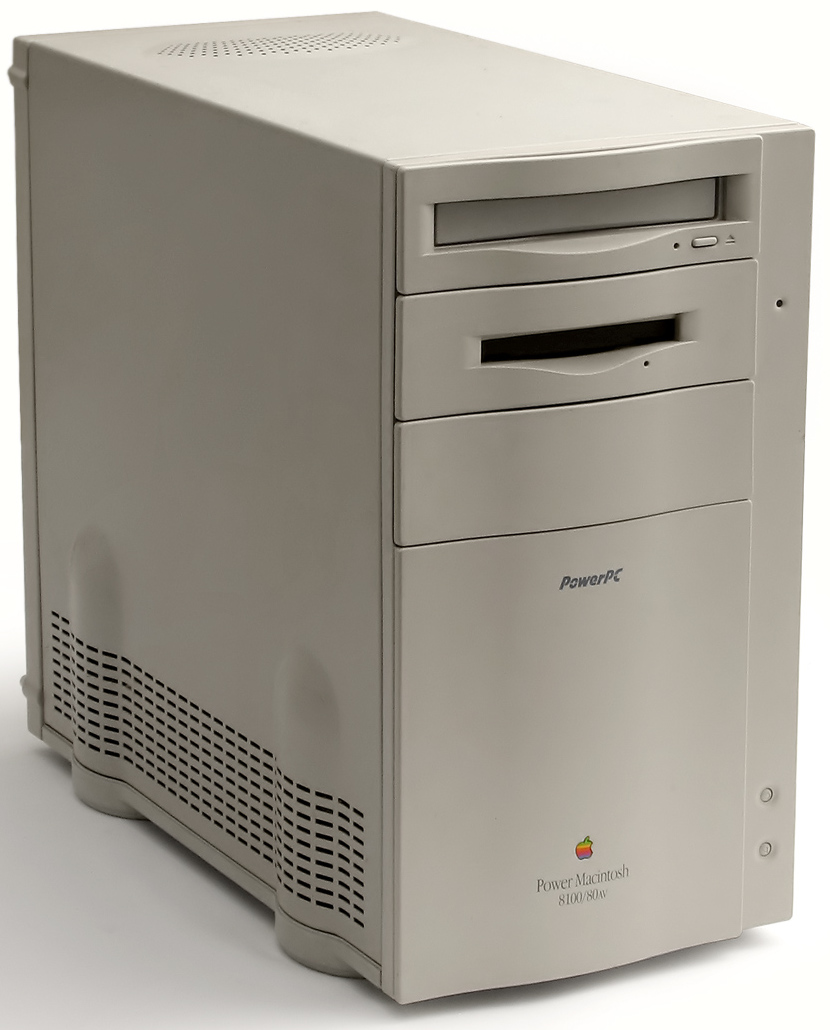
Der Power Macintosh 8100/80, eingeführt im März 1994

Der Power Macintosh 8100 (Code-Namen: „Cold Fusion“, „Flagship“) ist ein Personal Computer des Unternehmens Apple und gehört zur Power-Macintosh-Serie. Zusammen mit dem preisgünstigen Power Macintosh 6100 und den Mittelklasserechnern Power Macintosh 7100 wurde er im März 1994 am Markt eingeführt. In Japan erschien der hochgerüstete 8100/110 unter der Bezeichnung Power Macintosh 8115/110.
Der 8100er bildete das Spitzenmodell der neuen Serie und wurde im Towergehäuse ausgeliefert. Die Modelle dieser Reihe richteten sich an Graphikstudios, Werbeagenturen und Druckereien, welche mehr Leistung forderten.
Der 8100/80 erschien mit einem Motorola PowerPC 601 als Hauptprozessor und einer Taktrate von 80 MHz. Er kostete in den USA 4200 US-Dollar. Sieben Monate nach seiner Einführung legte Apple mit dem nun parallel gebauten Power Macintosh 8100/110 die Latte nochmals höher. Mit einer Taktrate von 110 MHz, einem Prozessor Motorola PPC 601+ sowie einem Bustakt von 36,7 MHz lag er über den Parametern der handelsüblichen DOS-PCs. Der 8100/110 besaß drei NuBus-Steckplätze für Erweiterungsmöglichkeiten und wurde mit dem Betriebssystem MacOS 7.5 (PowerPC Enabler V1.1.1, AppleTalk 58.1.3) ausgeliefert. Er lässt sich bis macOS 9 aufrüsten.
Offizieller Nachfolger des 8100/80 wurde ab Januar 1995 der 8100/100, der einen mit 100 MHz getakteten Motorola PPC 601 mit einem Bustakt von 33,3 MHz besaß. Der Power Macintosh 8100/100 war mit dem System macOS 7.5 ausgestattet und ist bis macOS 9 verwendbar.
Die lieferbaren AV-Versionen besaßen eine werksmäßig eingebaute Audio-Video-Karte (S-Video und RCA Video in/out).